# Inaczej niż w lustrze
Inaczej niż w lustrze – czwarta książka poetycka Damiana Dawida Nowaka, wydana w roku 2018 przez poznańskie wydawnictwo FONT. 

Książce została przyznana Nagroda Międzynarodowego Listopada Poetyckiego 2018 za książkę roku.